# Dominique A
Dominique A (Provins, 1968) és un cantautor francès d'estètica i influències més properes al rock que a la Chanson que, d'ençà la meitat de la dècada de 1990, gaudeix de cert reconeixement a França i, belleu, major popularitat quant a la crítica especialitzada.

## Biografia
Naixit el 6 d'octubre de 1968 a Provins (Illa de França), Dominique Ané és el fill pubill d'un mestre d'escola i una mestressa de casa: solitari de mena durant l'adolescència i apassionat des de petit per la literatura i la música, als 14 anys (començament de la dècada de 1980) es veu influït pel romanticisme sinistre de la New Wave. En obtenir el batxillerat estudia un any d'humanitats, durant el qual treballa en un seguit d'oficis curiosos com, verbigràcia, minyó d'una estació de ràdio FM a Nantes, on residia la seua família.
Cap als disset anys funda el grup John Merrick (nom real de l'Home Elefant). El quartet, que actuava a l'àrea de Nantes, enregistrà al voltant de quaranta-cinc temes obscurs i tempestuosos. Més endavant, ell gravà un nombre indefinit de temes amb el cantant Philippe Katherine, més marxosos i animats.

### Le courage des oiseaux
Al començament de la dècada dels 90 segueix gravant més cançons d'una manera minimalista, si bé d'un clar estil rock, amb les quals pretén trencar amb la cançó francesa, més literària que musical. Son primer disc, La fossette (Lithium, 1992), obté ressenyes favorables del crític Bernard Lenoir i la revista Les Inrockuptibles; la cançó Le courage des oiseaux («el coratge dels ocells») devé un èxit undergorund. A partir d'aquest any comença a prodigar-se pels escenaris, adés amb banda, adés en solitari.

### Le Twenty-two bar
L'èxit s'allarga en 1995 amb el senzill Le Twenty-two bar, extret de son truasiem àlbum, La mémoire neuve; però, aquest reconeixement és rebut amargament per l'artista, que troba particularment mal escrita aqueixa cançó. Els discs en col·laboració amb Françoiz Breut (i el seu mateix Remué) d'aquesta època en són testimoni. En 2002 compon la banda sonora d'un film: la comèdia negra Banqueroute, d'Antoine Desrosières. En 2001, en l'àlbum Auguri, fa una versió del grup Polyphonic Size, Je t'ai toujours aimé («jo sempre t'he estimat»), cançó escrita en 1982.

### Le détour
La descoberta de l'últim àlbum d'Alain Bashung (L'imprudence) en 2002 és un xoc: Dominique considera aqueix àlbum com una profunda revelació i decideix d'explorar noves maneres de treballar. Així aprofita el moment per compilar això que ell considera la seua primera etapa dins una capsa de tres discos intitulada Le détour («la drecera») i, per l'ocasió, demana els seus fans de li escriure sobre llur aportació a la musica: qualqunes de les lletres produïdes són incloses dins el llibret.

### Tout sera comme avant
Per l'àlbum següent, intenta una nova experiència i, per la primera volta, deixa les regnes de la producció de son àlbum a tercers: és l'equip de L'imprudence qui treballa amb ell en Tout sera comme avant («tot serà com abans»). L'àlbum surt en 2004, però els fans el reben malament: paral·lelament, ell es prodiga bastant sobre els escenaris sota diverses formacions: gran, mínima i àdhuc sol, en assajant la tècnica del sobremostreig.

### L'horizon
En març de 2006 apareix L'horizon («l'horitzó»), «una obra de
caràcter íntim i aspecte senzill que recupera la part menys experimental i contundent del seu discurs», on renova amb el productor de Remué, Dominique Brusson: és la primera vegada que Dominique A repeteix l'experiència amb un mateix productor. En abandonar la discogràfica Labels per s'aprofitar de la plena llibertat creativa, s'envolta de professionals pel nou àlbum, que ell anuncia com el més experimental; hom retroba també vells companys com Olivier Mellano, Sacha Toorop o els músics que l'havien acompanyat en la gira del disc anterior.

## Discografia
- Le disque sourd (?, 1991)
- La fossette (Lithium, 1992): on s'inclou Le courage des oiseaux
- Si je connais Harry (Lithium, 1993)
- La mémoire neuve (Lithium, 1995): amb Le Twenty-two bar
- Remué (Lithium, 1999)
- Auguri (Labels, 2001)
- Le détour (Labels, 2003): capsa amb tres CD
- Tout sera comme avant (Labels, 2004)
- L'horizon (Olympic Disk, 2006)

Tots els àlbums són distribuïts a l'Estat Espanyol per la discogràfica sevillana Green Ufos.

### Curiositats
- Dominique A col·labora regularment als projectes d'altres artistes: així, participa en l'escriptura dels àlbums de Françoiz Breut, malgrat llur separació; també ha compost diverses peces pel segon àlbum de Jeanne Balibar (Slalom Dame) i una cançó per Jane Birkin (Où est la ville ?, de l'àlbum Fictions).

- Ha inspirat certs artistes més aviat instrumentals: hom el veu aparéixer sovint en els àlbums de Yann Tiersen per assegurar la part vocal d'una cançó. Fruit de la col·laboració amb el grup noruec d'electro Oslo Telescopic naix llur àlbum The Dominique O Project.

- D'altres col·laboracions són puntuals: per exemple, ha cantat en el primer disc dels Diabologum (C'était un lundi après-midi semblable aux autres) i en trio amb Karen Ann i Vincent Delerm en el segon àlbum d'aqueix últim, Kensington Square (en la cançó Veruca Salt et Frank Black).

- El director de cinema català Marc Recha ha utilitzat la seva música com a banda sonora de la seva pel·lícula Les mans buides (2003).